# Ушная раковина
Ушная раковина (лат. auricula) — внешняя часть уха. Ушная раковина имеется лишь у млекопитающих.
Основу ушной раковины составляет эластичный хрящ, образующий характерные гребни и выступы. Верхний и наружный край ушной раковины образует завиток (лат. helix). Параллельно завитку ближе к слуховому проходу расположен противозавиток (лат. antihelix), который огибает наружное отверстие слухового прохода снизу, образуя два выступа — противокозелок (лат. antitragus) сзади и козелок (лат. tragus) спереди от слухового прохода. Мягкая мясистая нижняя часть ушной раковины, лишенная хрящевой основы, называется мочкой уха (лат. lobulus). Мускулатура ушной раковины у человека редуцирована — имеется шесть слабо развитых мышц, крепящихся к хрящевой части слухового прохода — и не обеспечивает её подвижности.
В плане акустики профиль ушной раковины имеют вспомогательную функцию для определения направления, из которого исходит звук. Это относится к различению происхождения звука сзади-спереди или сверху-снизу. За определение, происходит ли звук справа или слева, отвечают другие механизмы.
Ушные раковины у человека сформированы индивидуально, различают большие и маленькие, прилегающие и оттопыренные ушные раковины.

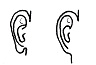
Свободная (выраженная) и сросшаяся (приросшая) мочки уха

Мочки ушей могут быть сросшиеся или свободные, и это классический пример доминантного и рецессивного наследования. Свободная мочка уха — пример доминантного признака (S–), сросшаяся — рецессивного (ss). Таким образом, человек, имеющий один ген сросшихся мочек ушей и один ген свободных мочек ушей, будет иметь свободные мочки ушей (См. также Генетика человека и Список доминантных и рецессивных признаков человека). Генетически доминирующие свободно висящие мочки уха встречаются в два раза чаще, чем приросшие.
Ушные раковины столь же индивидуальны, как и отпечатки пальцев. В криминалистике существуют концепты идентификации человека по форме его ушной раковины, по углублениям и возвышенностям её профиля.
Различные аномалии ушных раковин: ушные привески, бугорок Дарвина, ухо макаки, кошачье ухо, ухо Вильдермута, ухо сатира, отематома, микротия, расщепление ушной мочки.
Форма и величина ушных раковин имеют часто недооценённое значение для общего оптического впечатления лица человека. Их эротический аспект часто подчёркивается серьгами или пирсингом.